# Клер Макінтош
Клер Макінтош (англ. Clare Mackintosh) — британська письменниця та колишня офіцерка поліції.

## Молодість та освіта
Макінтош вступила до Королівського Університету Голловея в графстві Суррей, здобула ступінь з французької мови та менеджменту, і провела рік у Парижі в рамках курсу, працюючи двомовним секретарем[джерело?].

## Поліційна кар'єра
Макінтош приєдналася до поліції після закінчення навчання. Перш ніж стати оперативним інспектором поліції долини Темзи в Оксфордширі, її підвищили до звання міського сержанта в Чіппінг-Нортон. Макінтош провела у поліції 12 років, перш ніж 2011 року звільнилася, щоб стати письменницею на повний робочий день.

## Романи
Дебютний роман Макінтош «Я дозволила тобі піти», вийшов 2014 року, він був вибором книжкового клубу Richard &amp; Judy. 2016 року він отримав премію Theakston's Old Peculier Crime Novel of the Year 2016, обійшовши Джоан Роулінг, яка писала як Роберт Ґалбрейт. У жовтні 2016 року французький переклад «Я дозволила тобі піти»  (фр. Te Laisser Partir) отримав нагороду «Кращий міжнародний роман» на фестивалі Cognac Prix du Polar.
Її другий роман, «Я бачу тебе», також був вибором Книжкового клубу Richard &amp; Judy, перемігши у голосуванні читачів. Він посів перше місце в списку оригінальної художньої літератури газети The Sunday Times і увійшов до короткого списку «Книги року у категорії "Злочини та трилери"» премії British Book Awards.
У березні 2018 року Макінтош опублікувала третій роман «Дозволь мені збрехати», який посів перше місце в списку оригінальної художньої літератури The Sunday Times. Він також став вибором книжкового клубу Richard &amp; Judy.
Станом на травень 2019 року її романи були опубліковані понад 40 мовами та розійшлися тиражем понад два мільйони примірників по всьому світу.
Четвертий роман Макінтош «Після кінця» вийшов у твердій палітурці в червні 2019 року й миттєво став бестселером Sunday Times. Потім вийшли ще три бестселери Sunday Times: «Заручник», «Остання вечірка» та «Гра в брехню».

## Інші види діяльності
Макінтош була суддею в категорії «Перший роман» премії Costa Book Awards 2019[джерело?].
У березні 2024 року Макінтош опублікувала мемуари «Я обіцяю, що це не завжди так боляче», на які надихнула смерть її сина 2006 року.

## Особисте життя
2006 року Макінтош передчасно народила близнюків. Її син Алекс захворів на менінгіт і отримав значні пошкодження мозку, і йому дозволили померти природним шляхом після деякого часу в реанімації. Коли її сину, що вижив, було 15 місяців, Макінтош народила другу пару близнюків.
Станом на  2022 Макінтош мешкає в Балі, на півночі Уельсу. Вона приписує натхнення для своєї детективної серії сільській спільноті, у якій живе, а центральною персонажкою цієї серії є валлійськомовна детективка Фіон Морган.

## Благодійна діяльність
Макінтош є засновницею і колишньою опікункою Літературного фестивалю Чіппінг Нортон. Вона є покровителькою Товариства Срібної Зірки, благодійної організації, яка підтримує роботу лікарні Джона Редкліффа з родинами, які стикаються з важкою вагітністю.
У січні 2019 року Макінтош пожертвувала свій аванс за книжку «Сімейне життя в Котсуолді» Товариству «Срібна зірка», яке використало пожертву для придбання обладнання для моніторингу стану плода для пологового відділення.

## Список творів
- Я дозволила тобі піти (Сфера, 2014)
- Я бачу тебе (Сфера, 2016)
- Дозволь мені збрехати (Сфера, 2018)
- Сімейне життя в Котсуолді (Sphere, 2019)
- Після кінця (Сфера, 2019)
- Дублер (Hodder, 2019) (разом з Голлі Браун, Софі Ганною та B.A. Paris)
- Донор (Сфера, 2020)
- Заручник (Сфера, 2021)
- Остання вечірка (Сфера, 2022)
- Гра в брехню (Сфера, 2023)

## Переклади українською
2023 року у видавництві Віват вийшов український переклад роману «Я дозволила тобі піти». Перекладачка —  Соломія Мокра.

## Зовнішні посилання
- Офіційний сайт